# Sciacca Cabernet Sauvignon
Sciacca Cabernet Sauvignon è un vino a DOC che può essere prodotto nei comuni di Sciacca e Caltabellotta in provincia di Agrigento.

## Vitigni con cui è consentito produrlo
- Cabernet Sauvignon minimo 85%
- altri vitigni a bacca rossa idonei alla coltivazione per la provincia di Agrigento, fino ad un massimo del 15%.

## Caratteristiche organolettiche
- colore: rosso rubino intenso;
- profumo: intenso, caratteristico:
- sapore: asciutto, rotondo, armonico;

## Produzione
Provincia, stagione, volume in ettolitri